# Claude Goutin
Claude Goutin (Nancy, 18 de junio de 1930-27 de agosto de 2018) fue un artista francés, escultor y dibujante.

## Vida y obra
Alumno de la École nationale supérieure d'art de Nancy y posteriormente de la École nationale supérieure des beaux-arts de París, en el taller de arte monumental de Alfred Janniot. Obtiene el primer Gran Premio de Roma en 1956 tras haber obtenido un segundo premio en 1952. Esto le permitirá permanecer becado durante tres años en la villa Médici de Roma, de 1957 a 1960. A su regreso se dedica a la enseñanza de escultura y dibujo en la École supérieure d'art de Metz desde 1960 a 1996 además de desarrollar al tiempo una intensa actividad artística. 
Esta no se debilitó después. Le debemos particularmente una escultura ecuestre monumental del marqués de La Fayette que adorna los jardines de Boufflers de la Explanada de Metz. Otras obras firmadas por su mano son visibles en Metz (Museos de Metz, Arsenal, centre Saint Jacques, Consejo Regional) así como en Montigny-les-Metz, Nancy, y Amnéville-les-Thermes (estatua monumental del General De Gaulle). En 2007, es laureado con el Gran Premio de Lorraine.
Sus obras han sido expuestas en toda Europa, en Roma, Milán, Nápoles, Berlín, Bruselas, París (ocho exposiciones, en el Museo Rodin, en el Grand Palais y en el Musée d’Art moderne entre otros), y también en Lorraine Donde produjo lo esencial de su obra: en Saint-Dié, Thionville, Pont-à-Mousson, Nancy y Metz.
En 2009, el Consejo Regional de Lorena con el apoyo del Consejo General de Meurthe-et-Moselle decidió realizar en su honor una gran exposición, que muestra todo su trabajo desde su paso por la villa Médici en Roma. Esta muestra se presentó entre el 4 de mayo al 12 de junio de 2009 en las diversas instituciones de la Región.